# Diego Cavalieri
Diego Cavalieri (ur. 1 grudnia 1982 w São Paulo) – brazylijski piłkarz występujący na pozycji bramkarza.

## Kariera klubowa
Diego Cavalieri przeszedł z SE Palmeiras do Liverpoolu 11 lipca 2008. 26-letni wówczas zawodnik podpisał z The Reds czteroletni kontrakt i w nowej drużynie miał pełnić rolę dublera pierwszego bramkarza José Reiny. Cavalieri był trzecim obok Fábio Aurélio i Lucasa Brazylijczykiem w barwach Liverpoolu. W angielskim klubie zadebiutował 9 grudnia 2008 w zwycięskim 3:1 meczu z PSV Eindhoven w Lidze Mistrzów. W Premier League nie zagrał żadnego spotkania. 23 sierpnia 2010 podpisał 3-letni kontrakt z beniaminkiem Serie A – Ceseną. Nie mogąc wywalczyć miejsca w składzie na początku 2011 powrócił do ojczyzny, gdzie został zawodnikiem Fluminense FC. W 2012 zdobył z Flu mistrzostwo stanu Rio de Janeiro – Campeonato Carioca oraz mistrzostwo Brazylii.

## Kariera reprezentacyjna
Diego Cavalieri w reprezentacji Brazylii zadebiutował dopiero 21 listopada 2012 w przegranym 1-2 meczu Superclásico de las Américas z reprezentacją Argentyną.